# Токарно-карусельний верстат

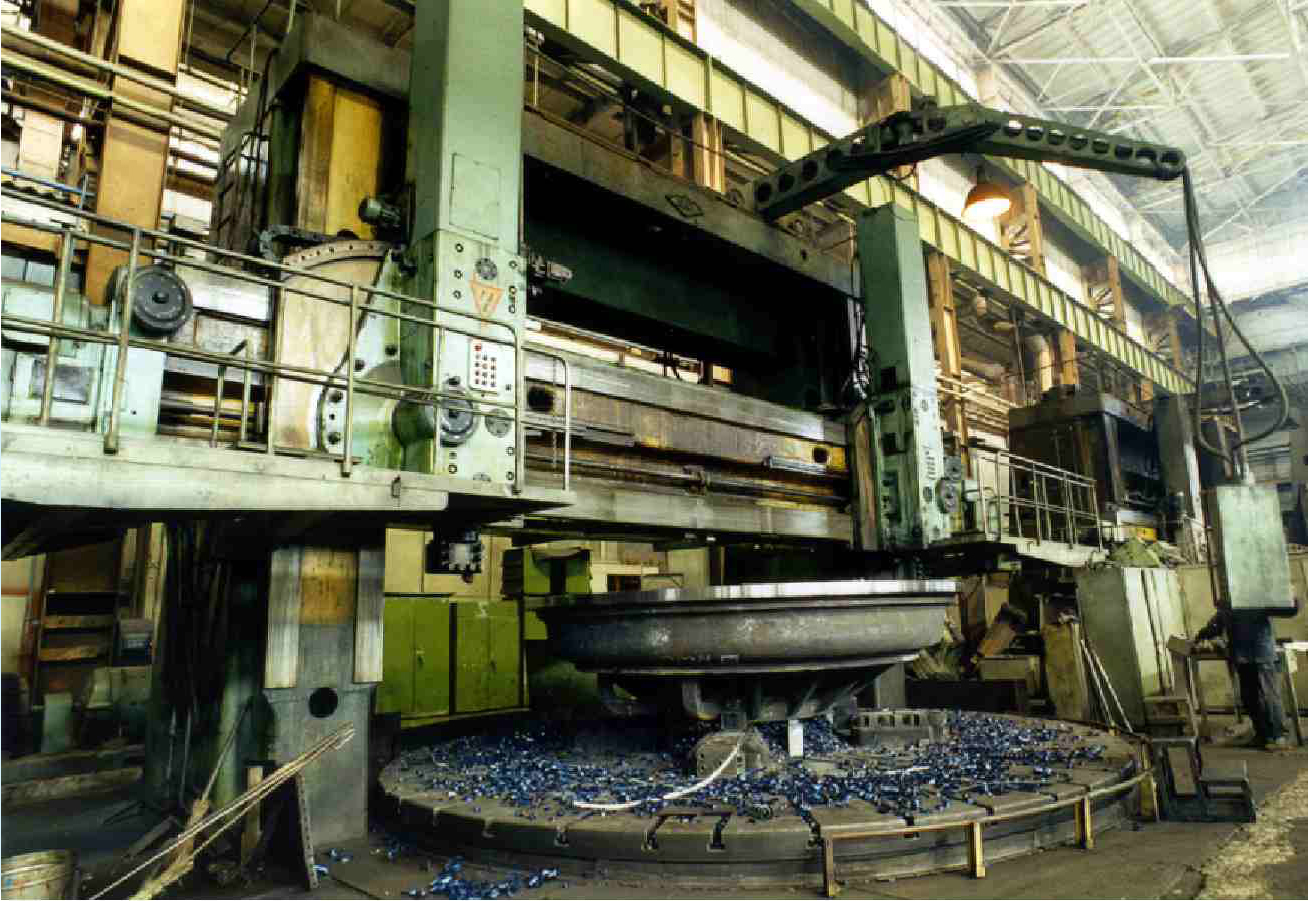
Універсальний токарно-карусельний верстат

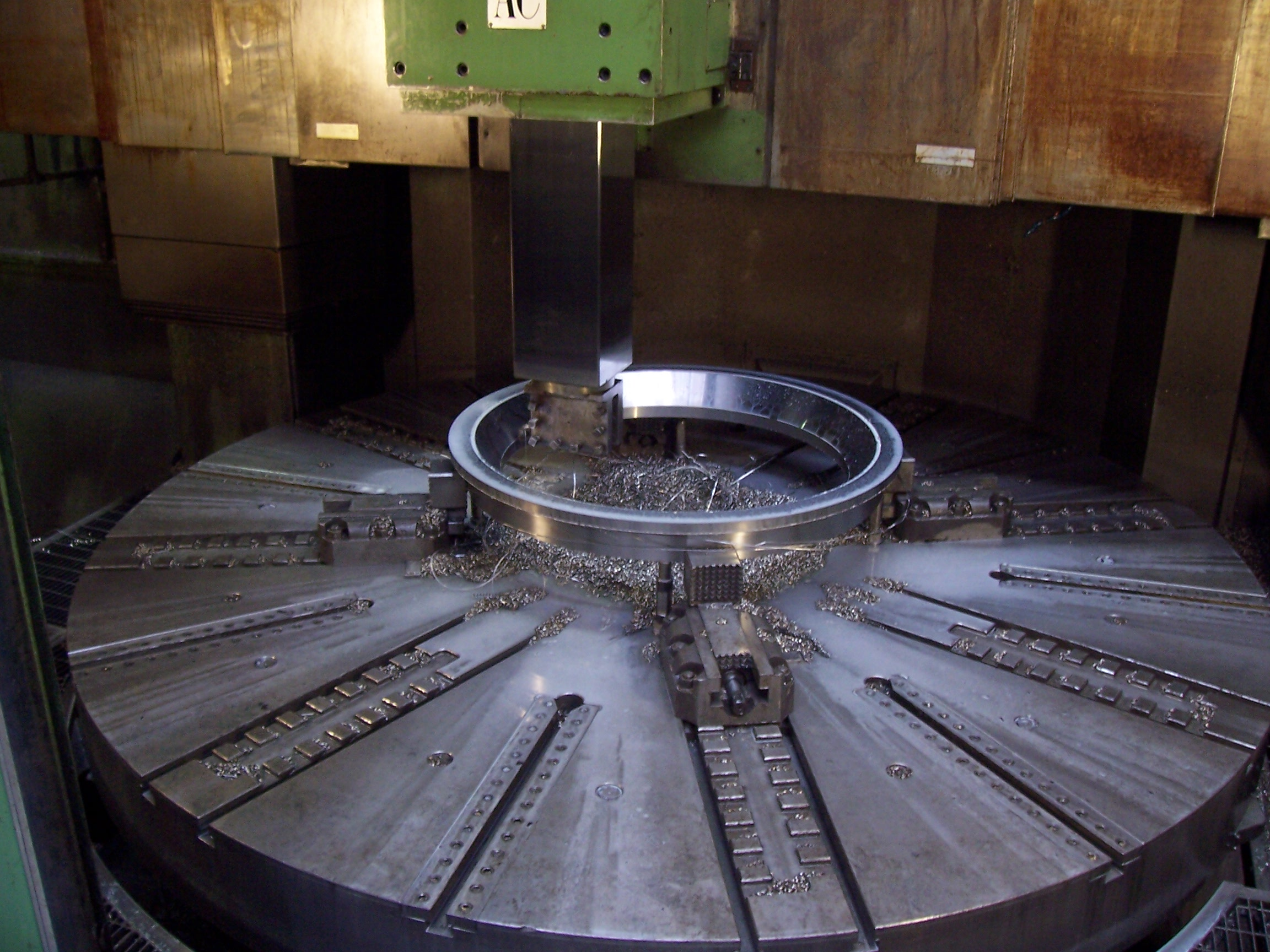
Токарно-карусельний верстат з ЧПК

Токарно-карусельний верстат — металорізальний верстат токарної групи, відмінною особливістю якого є вертикально розташований шпиндель для обробки великогабаритних деталей типу диск, які встановлюються на горизонтально розташованій планшайбі.
Пристрій і конструктивні особливості токарно-карусельних верстатів
Дане обладнання класифікується на одностоякові верстати та двостоякові. Планшайба такого верстата є горизонтальною, а сам верстат має вертикальну вісь обертання, саме тому висота виробу не повинна перевищувати допустимих розмірів.
Основними робочими вузлами токарно-карусельного верстата є стіл, на який і подається призначена для обробки заготівлі. Вона закріплюється на планшайбі. В оснащенні верстата є дві спеціальні стійки, які з'єднані портальним елементом. За цим стійок відбувається переміщення такого елемента, як траверса, оснащена двома супортами. Один з супортів має револьверний тип, він служить для первинної обробки деталі, для підрізування кінців деталі, для її свердління й подібних робіт. Конструктивно супорт револьверного типу складається із спеціального повзуна, оснащеного револьверною деталлю, яка і виробляє вищеназвані роботи.
Другий супорт призначається для розточування поверхонь конічної форми, для прорізання отворів. Так само він виконує проточування в деталях внутрішніх отворів, так званих канавок. Його основним елементом є каретка, яка оснащена повзуном з різцем. Сама каретка є поворотною.
Характеристики токарно-карусельних верстатів
У токарно-карусельних верстатів основний рух виконує планшайба, яка повертається, і повертає, таким чином, встановлену на ній заготівлю і вже другорядний рух виконує траверса з встановленими на ній робочими елементами. Траверса починає рухатися на мінімальному від заготівлі відстані. Вся робота токарно-карусельних верстатів сучасної модифікації відбувається практично дистанційно, за допомогою керування через пульт або числове програмне керування.